# Four Knights of the Apocalypse
Autre
Four Knights of the Apocalypse (黙示録の四騎士, Mokushiroku no Yonkishi, litt. « Les Quatre Chevaliers de l'Apocalypse ») est un shōnen manga écrit et dessiné par Nakaba Suzuki. Se déroulant dans le même univers que le précédent manga de Suzuki, Seven Deadly Sins, il est prépublié depuis janvier 2021 dans le magazine Weekly Shōnen Magazine de l'éditeur Kōdansha. La version française est publiée par Pika Édition depuis février 2022.
Une adaptation en anime par le studio d'animation Telecom Animation Film est diffusée du 8 octobre 2023 au 31 mars 2024 au Japon, avant d'être proposé en streaming sur Netflix à l'international. Une seconde saison est diffusée entre octobre et décembre 2024.

## Synopsis
16 ans après la défaite du Roi des Démons et de la Divinité Suprême, et la dissolution des Seven Deadly Sins, l'histoire suit Perceval, gentil garçon de nature, qui vit avec son grand-père, Varghese, dans une petite maison isolée située sur le « Doigt de Dieu », une immense montagne dont le sommet dépasse les nuages. Alors que son aïeul voudrait qu'il parte découvrir le monde, Perceval souhaite rester avec lui car il est heureux ainsi. Cependant, leur destin change brutalement lors de la venue d'un mystérieux chevalier qui blesse gravement Perceval et tue son grand-père. Ce chevalier au service du Roi Arthur est à la recherche des « Quatre Chevaliers de l'Apocalypse » qui selon une prophétie, sont une menace pour le monde. Perceval apprend de son grand-père mourant qu'il est le fils de ce chevalier. Désormais seul, le jeune garçon entreprend alors un grand voyage à la recherche de son père, sans se douter de ce qui l'attend.

## Personnages
Perceval (パーシバル, Pāshibaru)
Voix japonaise : Shô Komura, voix française : Rémi Gutton
Perceval est un garçon de 16 ans, bien qu'il paraisse plus jeune. Il mesure 1m50, a des cheveux verts et vit sur une montagne appelée « Doigt de Dieu » avec son grand-père Varghese. Gentil, valeureux et altruiste, Perceval est aussi très naïf. Son grand-père l'ayant entraîné au gouren dès ses 3 ans, sa force physique est surhumaine, pouvant mettre K-O un loup géant avec une simple baffe ou résister aux poisons. Perceval développe ses pouvoirs magiques lors du combat contre Pelgart : il peut créer une aura pouvant prendre n'importe quelle forme, mais également augmenter la puissance de ses coups, ou encore le soigner et soigner autrui. Cependant, il ne maîtrise pas encore sa magie. Le renard Sin lui apprend qu'il est l'un des « Quatre Chevaliers de l'Apocalypse » qui détruiront le monde. Pour être précis, Perceval est le Chevalier de la Mort.
Perceval est en réalité un esprit de la vie, un être capable d'influer sur la vie et la mort; avec le temps, il maîtrise ses pouvoirs de mains de maître. Quittant son corps matériel après avoir appris la vérité sur ses origines ( le propriétaire de son corps ayant été, autrefois, un prince d'un ancien royaume), il le réintègre 2 ans après; il est désormais plus grand et un grand maître de la magie.
Dans les légendes arthuriennes, Perceval est l'un des chevaliers de la Table Ronde à la recherche du Saint-Graal.
Sin (シン, Shin) / Lancelot
Voix japonaise : Koki Uchiyama, voix française : Jessy Dubuis
Sin est un mystérieux renard rose au franc parler. Perceval le rencontre lorsqu'il descend pour la première fois du "Doigt de Dieu". S'il s'enfuit sans rien dire lors de ce premier contact, Sin observe de loin Perceval se battre contre un loup géant puis contre le chevalier sacré Pelgart. Par la suite, il sauve Perceval et Donny de la colère du chevalier en les téléportant à 50 kilomètres, sur la colonne vertébrale d'un gigantesque dragon. Sin est au courant de nombreux secrets, c'est lui qui apprend à Perceval qu'il est l'un des Quatre Chevaliers de l'Apocalypse et qu'il est la cible des chevaliers sacrés.
La véritable identité de Sin n'est autre que Lancelot, le fils du Renard de l'Avarice, Ban, et de son amante, Elaine. Lancelot est aussi le Chevalier de la Guerre. Étant mi-humain, mi-fée, il peut alterner entre sa forme humaine et sa forme féerique.
Sin signifie péché en anglais, il s'agit sans doute d'une référence aux Seven Deadly Sins, groupe de personnages donnant leur nom au précédent manga de Nakaba Suzuki se déroulant 16 ans avant Four Knights of the Apocalypse.
Tristan Liones (トリスタンリオネス, Toristan Rionesu)
Voix japonaise : Ayumu Murase, voix française : Jonathan Gimbort
En plus d'être le fils de Méliodas et Élisabeth (et donc le prince de Liones), Tristan est le Chevalier de l'Épidémie. Le sang du Clan des Déesses et le sang du Clan des Démons coulent dans ses veines,  ce qui fait de lui un Nephilim. Ayant rencontré les compagnons de son père le jour de son 10ème anniversaire, il a appris leurs exploits passés; et depuis, il s'évertue à être un chevalier sacré bienveillant, tout comme eux. Il a fondé son propre ordre de chevaliers. Ses pouvoirs démoniaques étant difficiles à contrôler, il s'en sert uniquement quand il en a besoin.
Gauvain (ガウェイン, Gawein)
Voix japonaise : Ai Fairouz, voix française : Armelle Gallaud
Gauvain est la nièce du roi Arthur, ainsi que le Chevalier de la Famine. Étant la seule chevaleresse de ce quatuor, elle possède le Soleil, la grâce de Mael; et elle manie l'épée divine Rhitta, une arme magique au fonctionnement similaire à celui de la hache divine de son prédécesseur, Escanor. Gauvain a un complexe de supériorité en raison de l'éducation de ses grands-parents et pense qu'elle est la plus forte des Quatre, régressant mentalement en une enfant capricieuse chaque fois que sa confiance est brisée. Elle a un faible pour les femmes, comme Anghalad ou Iseut.
Varghese (バルギス, Barugisu)
Voix japonaise : Akio Otsuka, voix française : Serge Biavan
Varghese est le grand-père de Perceval et le père de Ironside. Il y a seize ans, ce colosse de 2m30 était un Chevalier Sacré mais a abandonné son royaume à la suite de la trahison de son fils. Depuis lors, il a élevé son petit-fils Perceval seul sur le Doigt de Dieu. L'épée bénie qu'il a reçue du Roi Arthur lui sert désormais de couteau de cuisine. Malgré son âge, Varghese reste un bon combattant. Cependant, il perdra contre son fils Ironside et mourra de ses blessures après avoir révélé la vérité à Perceval. C'est pour le venger que Perceval décide de parcourir le monde à la recherche d'Ironside.
Donny (ドニー, Donī)
Voix japonaise : Kikunosuke Toya, voix française : Stanislas Forlani
Donny est un jeune homme de 16 ans faisant partie de la troupe d'artistes de rue de Katts. Peu investi dans la troupe, il apparait comme sournois et cupide, se moquant de Perceval et profitant de sa crédulité. L'attitude héroïque du jeune garçon rappelant à Donny ses rêves de devenir chevalier sacré, il dévoile son côté chevaleresque en risquant sa vie pour venir en aide à Perceval face à l'attaque d'un loup géant, puis contre Pelgart. Provoquant la colère de ce dernier, il est sauvé par l'intervention de Sin qui le téléporte loin du chevalier avec Perceval. Donny participera alors, malgré lui, à la quête de Perceval et Sin. Son pouvoir magique lui permet de faire léviter sa cible. Pour cela, il doit joindre les mains en tenant un poignard. Étant le neveu du Chevalier Sacré Howzer, il finit par se joindre à Perceval de son plein gré.
Katts (カッツ, Katts)
Voix japonaise : Hayato Fujii, voix française : Stéphane Miquel
Katts le Pyromancien est le chef d'une troupe d'artistes de rue. D'un tempérament jovial et optimiste, il rencontre Perceval avec sa troupe et fait connaissance avec lui. Katts a voulu devenir chevalier sacré, mais il a échoué. Lorsque Pelgart vient narguer Perceval, Katts lui demande de s'excuser mais se fait envoyer au sol facilement. Son pouvoir magique lui permet de créer du feu en petite quantité, il l'utilise pour ses tours de magie avec une baguette.
Elba (エルバ, Eruba)
Voix japonaise : Sasaki Rico, voix française : Cécile Gatto
Elba est une jeune femme de 16 ans faisant partie de la troupe d'artistes de rue de Katts. Elle possède un petit singe avec qui elle fait des tours de magie. Gentille et avenante, elle réprimande Donny pour son comportement avec Perceval. Par la suite, elle discute avec Perceval en prenant son bain. Elba sera extrêmement gênée lorsque Perceval dévoilera son âge, 16 ans, elle qui pensait qu'il s'agissait d'un enfant innocent alors qu'il lui a touché les seins dans le bain. Lors du combat de Perceval contre Pelgart, elle exhorte le jeune garçon à abandonner, terrifiée par la puissance du chevalier. Elle assiste impuissante à la téléportation de Perceval et Donny.
Ironside (イロンシッド, Ironshiddo)
Voix japonaise : Tomoyuki Morikawa, voix française : Vincent Violette
Ironside l'Assassin, surnommé également le Chevalier Rouge, est le père adoptif de Perceval, le père biologique de Diodra et le fils de Varghese. Puissant chevalier sacré de Camelot, il a trahi son maître il y a 16 ans. A bord d'une petite barque volante, Ironside arrive sur le Doigt de Dieu pour éliminer son père, pensant qu'il puisse être l'un des Quatre Chevaliers de l'Apocalypse. Après un bref mais rude combat, Ironside tue son père puis blesse grièvement Perceval avant de retourner d'où il vient, croyant l'avoir tué. Au siège des Chevaliers Sacrés, Pelgart lui apprend que Perceval est en vie et se moque de lui, connu pour être un assassin redoutable. Ironside ne ressent aucun amour paternel pour son fils adoptif, estimant qu'il est dangereux pour le monde. Redoutable combattant, Ironside manie l'épée mais également la magie.
Dans les légendes arthuriennes, Ironside est un chevalier surnommé le "Chevalier Rouge des Pays Rouges".
Pelgart (ペルガルド, Perugarudo)
Voix japonaise : Rikiya Koyama, voix française : Cyrille Monge
Pelgart le Chevalier Noir est un chevalier sacré de Camelot. Après que Perceval ait vaincu son loup géant, Pelgart se rend sur place. Il déclare qu'Ironside doit avoir des sentiments pour son fils vu qu'il ne l'a pas tué, et se demande si Varghese est encore vivant. Katts lui demande de s'excuser mais Pelgart l'envoie valser avec un simple coup. Le Chevalier Noir aime se battre contre des adversaires forts et Perceval va l'impressionner. Alors que le combat s'intensifie, Pelgart souhaite ramener Perceval avec lui à Camelot pour l'élever, compte tenu de son fort potentiel. L'affrontement sera interrompu par Sin qui téléporte Perceval et Donny à 50 km de là. De retour à Camelot, Pelgart retrouve Ironside à ce qui semble être un Conseil des Chevaliers Sacrés. Après la réunion, il se moque de lui en disant qu'un assassin de sa trempe a raté sa cible et réitère son envie de prendre Perceval comme disciple, là où Ironside souhaite l'éliminer. Puissant chevalier, Pelgart se bat avec une sorte de grosse massue et peut créer des boules de feu.
Nasiens (ナシエンス, Nashiensu)
Voix japonaise : Aino Shimada, voix française : Julien Portugais
Nasiens est un enfant trouvé et élevé par Ordo, un herboriste qui protège une vallée peuplée de fées, dans le but de devenir son successeur. Au début de l'histoire, il est accusé d'avoir tué son père adoptif et lancé une malédiction sur la vallée, alors qu'en réalité, il cherche un remède contre le mal. Seule sa sœur adoptive, Dolorès, croît en son innocence. Quand il rencontre Perceval, il le kidnappe pour en faire son cobaye, mais les évènements le poussent à s'allier à lui pour vaincre le vrai coupable, qui n'est autre que Talisker. Nasiens décide de suivre Perceval dans sa quête. Il n'arrive pas à le désigner verbalement comme ami et dit de lui qu'il a été son premier cobaye.
Dolorès (ドロレス, Dororesu)
Voix japonaise : Ryō Hirohashi, voix française : Jessie Lambotte
Dolorès est une géante orpheline recueillie par Ordo, comme Nasiens. Elle fait office de prêtresse dans la vallée des fées, mais c'est aussi une combattante.
Ordo (オルド, Ordo)
Voix japonaise : Haruo Yamagishi, voix française : Nicolas Beaucaire
Ordo est un vieil herboriste, père adoptif de Dolorès et Nasciens, qui protège la vallée des fées. Victime d'un sort de Talikser, il se transforme en empoisonneur et menace de détruire ce qu'il a toujours voulu protéger. Seule la mort du Chevalier du Chaos le libère de sa malédiction.
Talisker (タリスカー, Tarisukā)
Voix japonaise : Setsuji Satō, voix française : Charles Mendiant
Talikser est un chevalier sacré de Camelot. Il considère que protéger les fées est un crime et se sert d'Ordo, qu'il a maudit, pour les exterminer. Cela lui vaut un affrontement avec Perceval et ses amis, venus au secours du vieil homme et de ses protégés. Talikser est le premier chevalier sacré vaincu et tué par le groupe.
Anghalad (アングハルハッド, Anguharuhaddo)
Voix japonaise : Kanna Nakamura, voix française : Hélène Bizot
Anghalhad, surnommée Anne (ア ン, An) , est la fille d'un gouverneur de la ville de Sistana et une aspirante chevaleresse sacrée et escrimeuse. Elle a le don de sentir quand les autres mentent ou ont des intentions cachées, ce qui la rend méfiante envers les autres; mais elle apprend à surmonter son scepticisme lorsqu'elle rencontre Perceval, qui n'a aucun sens de la tromperie.
Chion (キオン, Kion)
Chion est le fils de Gilthunder et Margaret qui est dévoué au prince Tristan, mais il traite les autres chevaliers de l'Apocalypse avec suspicion car il a toujours le pire scénario en tête. Il est capable d'invoquer des esprits élémentaires.
Iseut (イゾルデ, Izorude)
Iseut est une chevaleresse sacrée de 6 pieds; son pouvoir lui permet de tirer des sorts explosifs nés de son amour pour Tristan. Elle est capricieuse et ressent de l'affection envers Tristan, mais manque d'assurance en raison de sa taille.
Jade (ジェイド, Jeido)
Jade est l'ami d'enfance de Chion. Son pouvoir, Monochrome, peut créer des orbes d'obscurité autour de la tête de ses adversaires pour bloquer leur vision ou générer une lumière aveuglante.

## Manga
Écrit et dessiné par Nakaba Suzuki, le manga a débuté en tant que suite indirecte à son précédent manga Seven Deadly Sins. Cette suite est prépubliée depuis le 27 janvier 2021 dans le magazine Weekly Shōnen Magazine, puis compilée en volumes reliés depuis le 16 avril 2021. La version française est publiée par Pika Édition depuis le 16 février 2022.

### Découpage des chapitres
Voici l’organisation chronologique par arcs narratifs :
1. Arc Perceval (chapitres 1 à 6)
2. Arc Ravin de l'écho (chapitres 7 à 13)
3. Arc Sistana (chapitres 14 à 23)
4. Arc Cant (chapitres 24 à 31)
5. Arc Plage Dalflare (chapitres 32 à 41)
6. Arc Forêt enchevêtrée (chapitres 42 à 50)
7. Arc Chaos à Liones (chapitres 51 à 81)
8. Arc Wallnack (chapitres 82 à 102)
9. Arc Royaume des démons (chapitres 103 à 128)
10. Arc Infiltration de Camelot (chapitres 129 à 137)
11. Arc Royaume des fées (chapitres 138 à 153)
12. Arc Festival des gladiateurs d'Annwfyn (chapitres 154 à ...)

### Liste des volumes

#### Volumes 1 à 10
| no | Japonais          | Japonais          | Français          | Français          |
| no | Date de sortie    | ISBN              | Date de sortie    | ISBN              |
| --- | ----------------- | ----------------- | ----------------- | ----------------- |
| 1 | 16 avril 2021     | 978-4-06-522982-8 | 16 février 2022   | 978-28-1166-588-3 |
| Liste des chapitres : - Chapitre 1 : À l'aube du grand voyage (少年は旅立つ, Shōnen wa Tabidatsu) - Chapitre 2 : Rencontre inopinée (邂逅, Kaikō) - Chapitre 3 : Sur les tarces de son père (父の手がかり, Chichi no Tegakari) - Chapitre 4 : Une force inconnue (未知なる力, Michinaru Chikara) - Chapitre 5 : Les Four Knight of the Apocalypse (黙示録の四騎士, Mokushiroku no Yonkishi) |                   |                   |                   |                   |
| 2 | 17 juin 2021      | 978-4-06-523579-9 | 16 février 2022   | 978-28-1166-733-7 |
| Liste des chapitres : - Chapitre 6 : Notre destination (目指すべき場所, Mezasubeki Basho) - Chapitre 7 : Le démon de la Vallée de l'écho (木霊の谷の悪魔, Kodama no Tani no Akuma) - Chapitre 8 : Percival le cobaye (パーシバル 実験台になる, Pāshibaru Morumotto ni naru) - Chapitre 9 : L'empoisonneur (調毒少年, Chōdoku Shōnen) - Chapitre 10 : Des sentiments piétinés (心踏みにじりし者, Kokoro Fuminijirishi-mono) - Chapitre 11 : La colère de Percival (パーシバルの怒り, Pāshibaru no Ikari) - Chapitre 12 : It's showtime! (IT'S SHOWTIME!!) - Chapitre 13 : Une résolution nouvelle (さらなる決意, Sara-naru Ketsui) - Chapitre 14 : La demoiselle solitaire (孤独の令嬢, Kodoku no Reijō)                                         |                   |                   |                   |                   |
| 3 | 17 septembre 2021 | 978-4-06-524838-6 | 20 avril 2022     | 978-28-1166-861-7 |
| Liste des chapitres : - Chapitre 15 : Le rêve d'Angharad (夢見るアングハルハッド, Yumemiru Anguharuhaddo) - Chapitre 16 : Panique à Sistana (戦慄のシスタナ, Senritsu no Shisutana) - Chapitre 17 : Face à face avec le mal (悪との対峙, Aku to no Taiji) - Chapitre 18 : Déterminés à combattre (戦いへの覚悟, Tatakai e no Kakugo) - Chapitre 19 : Mauvaises actions (悪の所業, Aku no Shogyō) - Chapitre 20 : Cette magie s'appelle... (その魔力の名は, Sono Maryoku no Na wa) - Chapitre 21 : Hope (希望, Hōpu) - Chapitre 22 : Les jeunes héros (幼き勇者たち, Osanaki Yūsha-tachi) - Chapitre 23 : Arthur Pendragon (アーサー・ペンドラゴン, Āsā Pendoragon)                                                                              |                   |                   |                   |                   |
| 4 | 17 novembre 2021  | 978-4-06-525999-3 | 15 juin 2022      | 978-28-1167-046-7 |
| Liste des chapitres : - Chapitre 24 : C'est qui, le chef ?! (リーダーは誰だ！？, Rīdā wa Dare da!?) - Chapitre 25 : Les dernières nouvelles de Kant (わくわくカント探訪, Wakuwaku Kanto Tanbō) - Chapitre 26 : Oncle et neveu (叔父と甥, Oji to Oi) - Chapitre 27 : Maître et élève (師と弟子, Shi to Deshi) - Chapitre 28 : Rugissement dévastateur (破滅の咆哮, Hametsu no Hōkō) - Chapitre 29 : La détermination d'un jeune homme (少年の決意, Shōnen no Ketsui) - Chapitre 30 : La tempête fait rage (吹き荒ぶ嵐, Fukisusabu Arashi) - Chapitre 31 : Un vrai chevalier sacré (本物の聖騎士, Honmono no Seikishi) - Chapitre 32 : Les monts de tous les périls (おそろしの山, Osoroshi no Yama)                                              |                   |                   |                   |                   |
| 5 | 17 janvier 2022   | 978-4-06-526601-4 | 24 août 2022      | 978-28-1167-128-0 |
| Liste des chapitres : - Chapitre 33 : Le banquet démoniaque (魔宴, Maen) - Chapitre 34 : Identité dévoilée (さらけ出された本性, Sarakedasareta Honshō) - Chapitre 35 : Tentative malfaisante (邪悪なる試み, Jaaku naru Kokoromi) - Chapitre 36 : Cernunnos, la créature fantastique (幻獣ケルヌンノス, Genjū Kerununnosu) - Chapitre 37 : Dans ses derniers retranchements (追いつめられる者, Oitsumerareru-mono) - Chapitre 38 : Secours (救済, Kyūsai) - Chapitre 39 : Goat Sin (ゴート・シン, Gōto Shin) - Chapitre 40 : Les terribles assaillants (恐るべき襲撃者たち, Osorubeki Shūgekisha-tachi) - Chapitre 41 : Fissure (亀裂, Kiretsu)                                                                                                  |                   |                   |                   |                   |
| 6 | 17 mars 2022      | 978-4-06-527286-2 | 12 octobre 2022   | 978-28-1167-229-4 |
| Liste des chapitres : - Chapitre 42 : Les Talismans obscurs (暗いお守り, Kurai omamori) - Chapitre 43 : Début du combat (激闘のはじまり, Gekitō no Hajimari) - Chapitre 44 : Des agneaux traqués (迷える子供たち, Mayoeru Kodomo-tachi) - Chapitre 45 : Conseil (騎士道, Kishidō) - Chapitre 46 : Prise de conscience (気づき, Kizuki) - Chapitre 47 : Le désespoir aux trousses (追い撃ちする絶望, Oi uchi suru zetsubō) - Chapitre 48 : L'adieu à Sin (シンとの別れ, Shin to no wakare) - Chapitre 49 : Lancelot (ランスロット, Ransurotto) - Chapitre 50 : L'ombre du doute (とまどい, Tomadoi) |                   |                   |                   |                   |
| 7 | 17 mai 2022       | 978-4-06-527911-3 | 7 décembre 2022   | 978-28-1167-377-2 |
| Liste des chapitres : - Chapitre 51 : Le roi de Liones (リオネス王, Rio Nesu-ō) - Chapitre 52 : Meliodas et Percival (メリオダスとパーシバル, Meriodasu to Pāshibaru) - Chapitre 53 : Triple trouble (トリプルトラブル, Toripuru Toraburu) - Chapitre 54 : Machination (奸計, Kankei) - Chapitre 55 : Tristan (トリスタン, Torisutan) - Chapitre 56 : Rencontre des cavaliers (予言の騎士の邂逅, Yogen no Kishi no Kaikō) - Chapitre 57 : Liones panic (リオネス・パニック, Rionesu Panikku) - Chapitre 58 : Présage funeste (忍びよる不吉, Shinobi yoru Fukitsu) - Chapitre 59 : Mené par le bout dy nez (手玉にとられる男, Tedama ni Torareru Otoko)                                                                                          |                   |                   |                   |                   |
| 8 | 17 août 2022      | 978-4-06-528656-2 | 15 février 2023   | 978-28-1167-720-6 |
| Liste des chapitres : - Chapitre 60 : Liones incandescent (灼熱のリオネス, Shakunetsu no Rionesu) - Chapitre 61 : Le quatrième Cavalier (４人目現る, Yoninme Arawaru) - Chapitre 62 : Le début d'une nouvelle légende (新たなる伝説のはじまり, Aratanaru Densetsu no Hajimari) - Chapitre 63 : La harpie (じゃじゃ馬ならし, Jajauma Narashi) - Chapitre 64 : Soif de vengeance (復讐者たち, Fukushū Sha-tachi) - Chapitre 65 : Le retour du cauchemar (悪夢は再び, Akumu wa Futatabi) - Chapitre 66 : Jaugeage (品定め, Shinasadame) - Chapitre 67 : Les Four Knights of the Apocalypse Vs. les Apôtres du Chaos (＜黙示録の四騎士＞VS.混沌の使徒, Mokushiroku no Yonkishi VS. Konton no Shito) - Chapitre 68 : Nephilim (ネフィリム, Nefirimu) |                   |                   |                   |                   |
| 9 | 17 novembre 2022  | 978-4-06-529487-1 | 21 juin 2023      | 978-28-1167-892-0 |
| Liste des chapitres : - Chapitre 69 : L'intrigante (暗躍する者, An'yaku suru mono) - Chapitre 70 : La lame de la trahison (裏切りの刃, Uragiri no Yaiba) - Chapitre 71 : La métamorphose d'une amie (友の変貌, Tomo no Henbō) - Chapitre 72 : Un cœur gelé qui se consume (凍てつき燃ゆる心, Itetsuki Moyuru Kokoro) - Chapitre 73 : Diabolique Meragalan (悪魔のメラガラン, Akuma no Meragaran) - Chapitre 74 : Résistance acharnée (必死の抵抗, Hisshi no Teikō) - Chapitre 75 : Les Chevaliers sacrés Vs. Meragalan (王国聖騎士VS.メラガラン, Ōkoku Sei Kishi VS. Meragaran) - Chapitre 76 : L'avènement (降臨, Kōrin) - Chapitre 77 : Autorité royale (王の威光, Ō no Ikō)                                                                  |                   |                   |                   |                   |
| 10 | 17 janvier 2023   | 978-4-06-529938-8 | 20 septembre 2023 | 978-28-1168-150-0 |
| Liste des chapitres : - Chapitre 78 : La fierté d'un roi (王の誇り, Ō no Hokori) - Chapitre 79 : Hyperion (ハイペリオン, Haiperion) - Chapitre 80 : Le roi Arthur Vs. Lancelot (アーサー王VS.ランスロット, Āsā-ō VS. Ransurotto) - Chapitre 81 : La fin d'une bataille... (戦いは終わった…!, Tatakai wa Owatta…!) - Chapitre 82 : Désaccords (それぞれの葛藤, Sorezore no Kattō) - Chapitre 83 : Séparation (別れの決意, Wakare no Ketsui) - Chapitre 84 : Formation de l'escouade Percival ! (時代の変わり目, Jidai no Kawarime) - Chapitre 85 : Mélancolie (暗鬱, An'utsu) - Chapitre 86 : Bourgeons (芽生え, Mebae) |                   |                   |                   |                   |

#### Volumes 11 à 20
| no | Japonais          | Japonais          | Français         | Français          |
| no | Date de sortie    | ISBN              | Date de sortie   | ISBN              |
| --- | ----------------- | ----------------- | ---------------- | ----------------- |
| 11 | 16 mars 2023      | 978-4-06-530933-9 | 6 décembre 2023  | 978-2-8116-8486-0 |
| Liste des chapitres : - Chapitre 87 : Guinevere (ギネヴィア, Ginevia) - Chapitre 88 : Departure - Chapitre 89 : L'envol des quatre cavaliers ! (四騎士始動!!, Yonkishi Shidō!!) - Chapitre 90 : L'accueil de la jeune épouse (花嫁の出迎え, Hanayome no Demukae) - Chapitre 91 : Confrontation (対峙, Taiji) - Chapitre 92 : Palpitante visite à Volnac (どきどきウォルナック探訪, Dokidoki Uorunakku Tanbō) - Chapitre 93 : Madrigal de la jeunesse (青春マドリガル, Seishun Madorigaru) - Chapitre 94 : Par une nuit de prière (祈りの夜の出来事, Inori no Yoru no Dekigoto) - Chapitre 95 : Les assassins de minuit (闇夜の刺客, Yamiyo no Shikaku) |                   |                   |                  |                   |
| 12 | 15 juin 2023      | 978-4-06-531567-5 | 21 février 2024  | 978-2-8116-8584-3 |
| Liste des chapitres : - Chapitre 96 : Bataille dans la ville murée (バトルシティ, Batoru Shiti) - Chapitre 97 : Contre-attaque (鳴り止まぬ鎮魂歌, Nariyamanu Rekuiemu) - Chapitre 98 : Requiem silencieux (おとずれる死, Otozureru Shi) - Chapitre 99 : Des mots imprononcés (言えなかった言葉, Ienakatta Kotoba) - Chapitre 100 : La flamme du souvenir (追想の炎, Tsuisō no Honō) - Chapitre 101 : Un cœurs grinçant (軋むココロ, Kishimu Kokoro) - Chapitre 102 : Le roi fou (狂王, Kyō-ō) - Chapitre 103 : En route pour les Enfers (いざ魔界へ, Iza Makai e) - Chapitre 104 : Intrusion aux Enfers (魔界への侵入, Makai e no Shinnyū) |                   |                   |                  |                   |
| 13 | 17 août 2023      | 978-4-06-532614-5 | 19 juin 2024     | 978-2-8116-8769-4 |
| Liste des chapitres : - Chapitre 105 : Bienvenue aux Enfers (魔界の歓迎, Makai no Kangei) - Chapitre 106 : Le sauveur (救い主様, Sukuinushi-sama) - Chapitre 107 : La solitude de la harpie (じゃじゃ馬の孤独, Jajauma no Kodoku) - Chapitre 108 : L'effroyable Behemoth (災いのベヒモス, Wazawai no Behimosu) - Chapitre 109 : Une semaine pour se mettre à l'épreuve (試される一週間, Tamasareru Isshūkan) - Chapitre 110 : À la recherche de puissance (強さを求めて, Tsuyosa o Motomete) - Chapitre 111 : Plus que je l'étais hier et même plus qu'aujourd'hui (昨日の自分より 今日の自分より, Kinō no Jibun yori, Kyō no Jibun yori) - Chapitre 112 : Un cœur troublé (揺れるココロ, Yureru Kokoro) - Chapitre 113 : Tzalra Ndou (ツァルラ・ンドゥ, Tsarura Ndu) |                   |                   |                  |                   |
| 14 | 17 octobre 2023   | 978-4-06-533154-5 | 4 septembre 2024 | 978-2-8116-9218-6 |
| Liste des chapitres : - Chapitre 114 : Début de la mission (任務開始, Ninmu Kaishi) - Chapitre 115 : L'offensive de l'Albion (アルビオン攻防戦, Arubion Kōbōsen) - Chapitre 116 : Le garçon de la destinée (宿命の少年, Shukumei no Shōnen) - Chapitre 117 : Vaz Zigra (ヴァズ・ジグラ, Vazu Jigura) - Chapitre 118 : Prémices du combat (開戦の火蓋, Kaisen no Hibuta) - Chapitre 119 : Violente collision ! (激突!! 激突!! 激突!!, Gekitotsu!! Gekitotsu!! Gekitotsu!!) - Chapitre 120 : Le banquet des puissants (強者たちの宴, Tsuwamono-tachi no Utage) - Chapitre 121 : C'est à toi d'agir (キミがやらずに誰がやる, Kimi ga Yarazu ni Dare ga Yaru) - Chapitre 122 : Les déviants (できそこない, Dekikosonai)                                                   |                   |                   |                  |                   |
| 15 | 17 janvier 2024   | 978-4-06-534182-7 | 4 décembre 2024  | 978-2-8116-9359-6 |
| Liste des chapitres : - Chapitre 123 : Détermination (不退転, Futaiten) - Chapitre 124 : Le domaine de l'expert (達人領域, Tatsujin Ryōiki) - Chapitre 125 : Le cavalier de la guerre (〈戦争〉の騎士, 〈Sensō〉 no Kishi) - Chapitre 126 : Prière (祈り, Inori) - Chapitre 127 : Le jour de ta naissance (キミが生まれた日, Kimi ga Umareta Hi) - Chapitre 128 : Le jour de ta disparition (君が消えた日, Kimi ga Kieta hi) - Chapitre 129 : Foi (侵攻, Shinkō) - Chapitre 130 : Fox Sin (〈強欲の扉〉, Fokkusu Shin) - Chapitre 131 : À la recherche de l'espoir (希望を探して, Kibō o Sagashite) |                   |                   |                  |                   |
| 16 | 17 avril 2024     | 978-4-06-535177-2 | 5 mars 2025      | 978-2-8116-9638-2 |
| Liste des chapitres : - Chapitre 132 : Les résistants (抗う者たち, Aragau Mono-tachi) - Chapitre 133 : Entaille (両断, Ryōdan) - Chapitre 134 : Stranger (ストレンジャー, Sutorenjā) - Chapitre 135 : Dialogue (対話, Taiwa) - Chapitre 136 : L'étau se resserre (まる包囲網, Maru Hōimō) - Chapitre 137 : La forêt de la paresse et de l'envie (怠惰と嫉妬の森, Taida to Shitto no Mori) - Chapitre 138 : Nasciens dans la forêt du roi des Fées (妖精王の森のナシエンス, Yōsei ō no Mori no Nashiensu) - Chapitre 139 : Douleur invisible (見えざる苦しみ, Miezaru Kurushimi) - Chapitre 140 : Véritable apparence (真実の姿, Shinjitsu no Sugata) |                   |                   |                  |                   |
| 17 | 17 juin 2024      | 978-4-06-535783-5 | 4 juin 2025      | 979-1-0433-0009-7 |
| Liste des chapitres : - Chapitre 141 : Le remède antique (いにしえの秘薬, Inishie no Hiyaku) - Chapitre 142 : Triste chassé-croisé (悲しきすれちがい, Kanashiki Surechigai) - Chapitre 143 : Tragédie (悲劇, Bēijù) - Chapitre 144 : Fissure (亀裂, Kiretsu) - Chapitre 145 : Combat familial (家族の戦い, Kazoku no Tatakai) - Chapitre 146 : L'amour fait fondre la glace comme les malédictions (愛は氷の如く呪いを溶かす, Ai wa Kōri Nogotoku Noroi o Tokasu) - Chapitre 147 : Différence de niveau (実力差, Jitsuryoku-sa) - Chapitre 148 : De sombres nuages s'amoncellent (たれこめる暗雲, Tarekomeru an'un) - Chapitre 149 : Invasion (蹂躙, Jūrin) |                   |                   |                  |                   |
| 18 | 17 septembre 2024 | 978-4-06-536519-9 | 3 septembre 2025 | 979-1-0433-0094-3 |
| Liste des chapitres : - Chapitre 150 : 次代の希望 (Jidai no Kibō) - Chapitre 151 : それは決して悲劇ではない (Sore wa Kesshite Higekide Wanai) - Chapitre 152 : 復活 (Fukkatsu) - Chapitre 153 : 新たなる冒険へ (Aratanaru Bōken e) - Chapitre 154 : 決別 (Ketsubetsu) - Chapitre 155 : 再結成 (Sai Kessei) - Chapitre 156 : 仲間を求めて (Nakama wo Motomete) - Chapitre 157 : 引き合う命 (Hikiau Inochi) - Chapitre 158 : 素直になれなくて (Sunao ni Narenakute) |                   |                   |                  |                   |
| 19 | 15 novembre 2024  | 978-4-06-537435-1 | 3 décembre 2025  | 979-1-0433-0189-6 |
| Liste des chapitres : - Chapitre 159 : その腕 (の中で, Kaina no naka de) - Chapitre 160 : アンヌヴンへ (An'nuvun e) - Chapitre 161 : 奇妙な再会 (Kimyōna Saikai) - Chapitre 162 : 渇望する者たち (Katsubō Suru Mono-tachi) - Chapitre 163 : 狂宴に舞う (Kyō Utage ni Mau) - Chapitre 164 : 勝ち残るのは… (Kachinokoru no wa…) - Chapitre 165 : 組み合わせ発表!! (Kumiawase Happyō!!) - Chapitre 166 : ヒリヒリ (Hirihiri) - Chapitre 167 : パーシバルvs.ガレス (Pāshibaru vs. Garesu) |                   |                   |                  |                   |
| 20 | 17 février 2025   | 978-4-06-538418-3 |                  |                   |
| Liste des chapitres : - Chapitre 168 : 双子の剣士 (Futago no Kenshi) - Chapitre 169 : ドニーvs.福袋 (Donī vs. Misuterī Pakkēji) - Chapitre 170 : アンvs.ディオドラ (An vs. Diodora) - Chapitre 171 : 怒り (Ikari) - Chapitre 172 : ナシエンスvs.ロセス (Nashiensu vs. Rosesu) - Chapitre 173 : 対話 (Taiwa) - Chapitre 174 : ガウェインvs.タレット (Gawein vs. Taretto) - Chapitre 175 : 術士の仕留め方 (Jutsu-shi no Shitome-kata) - Chapitre 176 : ハウザーvs.バリン (Hauzā vs. Barin) |                   |                   |                  |                   |

#### Volumes 21 à aujourd'hui
| no | Japonais          | Japonais          | Français       | Français |
| no | Date de sortie    | ISBN              | Date de sortie | ISBN     |
| --- | ----------------- | ----------------- | -------------- | -------- |
| 21 | 16 avril 2025     | 978-4-06-539096-2 |                |          |
| Liste des chapitres : - Chapitre 177 : 漢の戦い (Kan no Tatakai) - Chapitre 178 : タントリスvs.キオン (Tantorisu vs. Kion) - Chapitre 179 : トリスタンとキオン (Torisutan to Kion) - Chapitre 180 : ペリオvs.イゾルデ (Perio vs. Izorude) - Chapitre 181 : 絶望の夜 (Zetsubō no Yoru) - Chapitre 182 : 残酷なる死 (Zankokunaru Shi) - Chapitre 183 : 届かぬ想い (Todokanu Omoi) - Chapitre 184 : パーシバルvs.福袋 (Pāshibaru vs. Misuterī Pakkēji) - Chapitre 185 : 重大事案 (Jūdai Jian)                                  |                   |                   |                |          |
| 22 | 16 juillet 2025   | 978-4-06-539739-8 |                |          |
| Liste des chapitres : - Chapitre 186 : ナシエンスvs.ディオドラ (Nashiensu vs. Diodora) - Chapitre 187 : 闇に堕ちた少年 (Yami ni Ochita Shōnen) - Chapitre 188 : 父の言葉 母の記憶 (Chichi no Kotoba Haha no Kioku) - Chapitre 189 : ガウェインvs.バリン (Gawein vs. Barin) - Chapitre 190 : 正面衝突 (Shōmen Shōtotsu) - Chapitre 191 : 決死の抵抗 (Kesshi no Teikō) - Chapitre 192 : 反則少女 (Hansoku Shōjo) - Chapitre 193 : 誰がために (Dare ga Tame ni) - Chapitre 194 : タントリスvs.イゾルテ (Tantorisu vs. Izorute) |                   |                   |                |          |
| 23 | 17 septembre 2025 | 978-4-06-540661-8 |                |          |
| - |                   |                   |                |          |
| Liste des chapitres : - Chapitre 195 : トリスタンとイゾルデ (Torisutan to Izorude) - Chapitre 196 : 絶望と希望 (Zetsubō to Kibō) - Chapitre 197 : じいじの願い (Jīji no Negai) - Chapitre 198 : パーシバルvs.ディオドラ (Pāshibaru vs. Diodora) - Chapitre 199 : ゲスト (Gesuto) - Chapitre 200 : 待ったなし!! (Matta Nashi!!) - Chapitre 201 : 奈落よりの使者 (Naraku Yori no Shisha) - Chapitre 202 : 真の〈四凶〉 (Shin no 〈Shikyō〉) - Chapitre 203 : 光明 (Kōmyō) - Chapitre 204 : 儚き抵抗 (Hakanaki Teikō)          |                   |                   |                |          |

## Anime
Le 10 mai 2022, il est annoncé que le manga serait adapté en série télévisée animée. Le 24 janvier 2023, il est annoncé que l'anime est produit par Telecom Animation Film pour une diffusion depuis le 8 octobre 2023,. En France, la première partie est mise en ligne le 1er février 2024 et la deuxième partie le 27 juin 2024 sur Netflix.
Une seconde saison est annoncée en mars 2024 et est prévue pour octobre 2024.

### Découpage des épisodes
Voici l’organisation chronologique des épisodes et arcs :
 Saison 1
1. Arc Perceval (épisodes 1 à 3)
2. Arc Ravin de l'écho (épisodes 4 et 5)
3. Arc Sistana (épisodes 5 à 8)
4. Arc Cant (épisodes 8 à 11)
5. Arc Plage Dalflare (épisodes 12 à 15)
6. Arc Forêt enchevêtrée (épisodes 15 et 16)
7. Arc Chaos à Liones (épisodes 17 à 24)

Saison 2
1. Arc Chaos à Liones (suite) (épisodes 1 à 2)
2. Arc Wallnack (épisodes 2 à 7)
3. Arc Royaume des démons (épisodes 7 à 12)

### Liste des épisodes

#### Saison 1 (2023-2024)
| No | Titre français                                       | Titre japonais                   | Titre japonais                                                                                           | Date de 1re diffusion |
| No | Titre français                                       | Kanji                            | Rōmaji                                                                                                   | Date de 1re diffusion |
| --- | ---------------------------------------------------- | -------------------------------- | --- | --------------------- |
| 1 | LE DÉPART DU GARÇON                                  | 少年は旅立つ                     | Shōnen wa Tabidatsu (À l'aube du grand voyage)                                                           | 8 octobre 2023        |
| [Chapitres 1-2] - Pour les 16 ans de Perceval, son grand-père lui parle du monde immense qui existe au-delà de leur région isolée, mais le garçon est plus intéressé par le menu du dîner.                    |                                                      |                                  | |                       |
| 2 | UNE FORCE INCONNUE                                   | 未知なる力                       | Michinaru Chikara (Une force inconnue)                                                                   | 15 octobre 2023       |
| [Chapitres 2-3-4] - Parti sur les routes à la recherche de son père, Perceval rencontre des saltimbanques qui l'emmènent jusqu'au village le plus proche.                                                     |                                                      |                                  | |                       |
| 3 | LES QUATRE CAVALIERS DE L'APOCALYPSE                 | 〈黙示録の四騎士〉               | Mokushiroku no Yonkishi (Les Four Knights of the Apocalypse)                                             | 22 octobre 2023       |
| [Chapitres 4-5-6-7] - Bien que Perceval soit un adversaire de taille, le chevalier noir n'a pas encore déployé tous ses pouvoirs. Soudain, un mystérieux renard roux apparaît.                                |                                                      |                                  | |                       |
| 4 | LE DÉMON DU RAVIN DE L'ÉCHO                          | 木霊の谷の悪魔                   | Kodama no Tani no Akuma (Le démon de la Vallée de l'écho)                                                | 29 octobre 2023       |
| [Chapitres 8-9-10] - À son réveil, Perceval se retrouve attaché, servant de cobaye à son ravisseur qui lui dit être sur le point de mettre la touche finale à une drogue de son invention.                    |                                                      |                                  | |                       |
| 5 | UNE DÉTERMINATION QUI SE RENFORCE                    | さらなる決意                     | Sara-naru Ketsui (Une résolution nouvelle)                                                               | 5 novembre 2023       |
| [Chapitres 11-12-13-14] - Pour rendre à son grand-père sa forme d'origine, Nasiens doit vaincre un autre Chevalier Sacré, et Perceval est bien décidé à lui prêter main-forte.                                |                                                      |                                  | |                       |
| 6 | SISTANA ÉBRANLÉE                                     | 戦慄のシスタナ                   | Senritsu Shisutana (Panique à Sistana)                                                                   | 19 novembre 2023      |
| [Chapitres 14-15-16-17] - Perceval et ses amis rencontrent une jeune fille fougueuse, Anne, qui rêve de devenir Chevalier Sacré, contre l'avis de son père.                                                   |                                                      |                                  | |                       |
| 7 | LE NOM DE LA MAGIE                                   | その魔力の名は                   | Sono Maryoku no Na wa (Cette magie s'appelle...)                                                         | 26 novembre 2023      |
| [Chapitres 17-18-19-20] - Bien qu'Ironside les tienne en échec, Perceval, Anne et Nasiens se battent courageusement. Donny reste introuvable.                                                                 |                                                      |                                  | |                       |
| 8 | DE JEUNES HÉROS                                      | 幼き勇者たち                     | Osanaki Yūsha-tachi (Les jeunes héros)                                                                   | 3 décembre 2023       |
| [Chapitres 20-21-22-23] - Pendant que Perceval et sa bande essaient de détruire le Cercueil des Ténèbres Éternelles, un mystérieux et puissant allié affronte les monstres qui attaquent la ville.            |                                                      |                                  | |                       |
| 9 | MAÎTRE ET ÉLÈVE                                      | 師と弟子                         | Shi to Deshi (Maître et élève)                                                                           | 10 décembre 2023      |
| [Chapitres 24-25-26] - Le groupe, dont l'exubérante Anne fait désormais partie, s'arrête dans la ville agitée de Cant où Donny participe à une réunion de famille pénible.                                    |                                                      |                                  | |                       |
| 10 | LE RUGISSEMENT DE LA DESTRUCTION                     | 破滅の咆哮                       | Hametsu no Hōkō (Rugissement dévastateur)                                                                | 17 décembre 2023      |
| [Chapitres 27-28-29] - Retenus prisonniers, Howzer, Nasiens et les autres découvrent qu'Edlin a volé un œuf de dragon, mettant ainsi toute la ville en danger.                                                |                                                      |                                  | |                       |
| 11 | UN VRAI CHEVALIER SACRÉ                              | 本物の聖騎士                     | Honmono no Seikishi (Un vrai chevalier sacré)                                                            | 24 décembre 2023      |
| [Chapitres 30-31] - Alors que Perceval, Donny et Anne sont occupés à essayer de faire obstacle au dragon destructeur, Howzer, toujours saoul, demande à Nasiens de le dégriser.                               |                                                      |                                  | |                       |
| 12 | UNE SINISTRE ENTREPRISE                              | 邪悪なる試み                     | Jaaku naru Kokoromi (Tentative malfaisante)                                                              | 7 janvier 2024        |
| [Chapitres 32-33-34-35] - En route vers le royaume de Lines, Sin fait un drôle de rêve. Le lendemain matin, malgré la mise en garde d'un passant, le groupe débarque dans un village étrange.                 |                                                      |                                  | |                       |
| 13 | PRIS AU PIÈGE                                        | 追いつめられる者                 | Oitsumerareru Mono (Dans ses derniers retranchements)                                                    | 14 janvier 2024       |
| [Chapitres 35-36-37-38] - Pervecal affronte Kellie, une créature mythique à la fois puissante et cruelle. La bande poursuit Ardbeg jusque dans une grotte mystèrieuse, mais le piège se referme sur eux.      |                                                      |                                  | |                       |
| 14 | LE BÉLIER DE LA LUXURE                               | ゴート・シン                     | Gōto Shin (Goat Sin)                                                                                     | 21 janvier 2024       |
| [Chapitres 38-39-40-41] - La magie d'Ardbeg transforme Perceval et son équipe en bébés sans défense. L'ancien du village du Clan des démons vient à leur secours et pose un ultimatum.                        |                                                      |                                  | |                       |
| 15 | LES TALISMANS OBSCURS                                | 闇のタリスマン                   | Yami no Tarisuman (Les Talismans obscurs)                                                                | 28 janvier 2024       |
| [Chapitres 41-42-43-44-45-46] - Depuis leur cachette, les hommes d'Arthur tendent une embuscade à Gowther et Ardbeg. Ayant retrouvé leur état normal, Perceval et ses amis continuent leur périlleux voyage.  |                                                      |                                  | |                       |
| 16 | LE DÉPART DE SIN                                     | シンとの別れ                     | Shin to no Wakare (L'adieu à Sin)                                                                        | 4 février 2024        |
| [Chapitres 46-47-48-49-50] - Perceval et sa bande se mesurent aux Talismans noirs, mais Fiddich, le leader de ces derniers, élabore un stratagème pour éliminer la source de la force des jeunes assaillants. |                                                      |                                  | |                       |
| 17 | LE ROI DE LIONES                                     | リオネス王                       | Rionesu Ō (Le roi de Liones)                                                                             | 11 février 2024       |
| [Chapitres 51-52-53-54-55] - Arrivés au royaume de Liones, Perceval et sa bande se rendent au châteux pour encontrer le roi. Mais celui-ci n'est pas là et Perceval ne tarde pas à s'attirer des ennuis.      |                                                      |                                  | |                       |
| 18 | LA RENCONTRE DES CHEVALIERS DE LA PROPHÉTIE          | 予言の騎士の邂逅                 | Yogen no Kishi no Kaikō (Rencontre des cavaliers)                                                        | 18 février 2024       |
| [Chapitres 55-56-57] - L'ancien roi fait un rêve prémonitoire sur les Quatre chevaliers. Perceval et sa bande sontprésentés à Tristan et parlent à la recherche du quatrième chevalier.                       |                                                      |                                  | |                       |
| 19 | LIONES EN FLAMMES                                    | 灼熱のリオネス                   | Shakunetsu no Rionesu (Liones incandescent)                                                              | 25 février 2024       |
| [Chapitres 58-59-60-61] - Une mysterieuse jeune fille apparaît devant Lancelot et livre une prophétie. En parallèle, un ivrogne agressif cherche querelle à un Chevaliers sacré de rang Rubis.                |                                                      |                                  | |                       |
| 20 | DOMPTER UN CHEVAL SAUVAGE                            | じゃじゃ馬ならし                 | Jaja Uma Narashi (La harpie)                                                                             | 3 mars 2024           |
| [Chapitres 62-63-64] - Les Quatre chevaliers de l'apocalyspe finissent par se réunir. Mais ils n'arrivent pas à s'accorder sur la façon de traiter Pellegarde... jusqu'à ce que Perceval intervienne.         |                                                      |                                  | |                       |
| 21 | LES QUATRE CHEVALIERS CONTRE LES SERVITEURS DU CHAOS | 〈黙示録の四騎士〉 VS 混沌の使徒 | Mokushiroku no Yonkishi VS Konton no Shito (Les Four Knights of the Apocalypse Vs. les Apôtres du Chaos) | 10 mars 2024          |
| [Chapitres 65-66-67-68] - Sous les ordres d'Arthur, les puissants membres du Clan des démons sèment le chaos dans le royaumes. Meliodas cherche à découvrir les véritables motivations du roi Arthur.         |                                                      |                                  | |                       |
| 22 | DES COEURS BRÛLANTS ET GELÉS                         | 凍てつき燃ゆる心                 | Itetsuki Moyuru Kokoro (Un cœur gelé qui se consume)                                                     | 17 mars 2024          |
| [Chapitres 69-70-71-72] - Les Quatre chevaliers unissent leurs forces pour combattre les serviteurs du chaos. Pressentant un danger imminent, Lancelot se met en route pour le château.                       |                                                      |                                  | |                       |
| 23 | LES CHEVALIERS SACRÉS ROYAUX CONTRE MELA-GALLAND     | 王国聖騎士 VS メラガラン         | Ōkoku Seikishi VS Meragaran (Les Chevaliers sacrés Vs. Meragalan)                                        | 24 mars 2024          |
| [Chapitres 69-73-74-75-] - En l'abscence de Lancelot, Galland et Melascula ressuscitent en fusionnant. Dépassés par la situation, Perceval, Tristan et Gauvain ont besoin de toute l'aide possible.           |                                                      |                                  | |                       |
| 24 | L'AVÈNEMENT                                          | 降臨                             | Kōrin (L'avènement)                                                                                      | 31 mars 2024          |
| [Chapitres 75-76-77-80] - Tirant sa force de l'espoir du peuple, Perceval affronte Mela-Galland , qui s'avère trop puissant. Tristan contre-attaque en prenant un énorme risque.                              |                                                      |                                  | |                       |

#### Saison 2 (2024)
| No | Titre français           | Titre japonais | Titre japonais                                      | Date de 1re diffusion |
| No | Titre français           | Kanji          | Rōmaji                                              | Date de 1re diffusion |
| --- | ------------------------ | -------------- | --------------------------------------------------- | --------------------- |
| 1 (25) | LE POUVOIR DU ROI        | 王の威光       | Ō no Ikō (Autorité royale)                          | 6 octobre 2024        |
| [Chapitres 77-78-79-80-81] - Après une entrée remarquée, le roi Arthur de Camelot fait une promesse alléchante au peuple de Liones. Plus tard, Arthur et Meliodas croisent le fer.                                |                          |                |                                                     |                       |
| 2 (26) | PRÊTS POUR LE CHANGEMENT | 別れの決意     | Wakare no Ketsui (Séparation)                       | 13 octobre 2024       |
| [Chapitres 81-82-83-84-85] - Au lendemain d'une nuit agitée, Perceval et ses compagnon sont convoqués par Meliodas en salle d'audience. Il leur demande s'ils sont prêts à se séparer.                            |                          |                |                                                     |                       |
| 3 (27) | GUINEVERE                | ギネヴィア     | Ginevia (Guinevere)                                 | 20 octobre 2024       |
| [Chapitres 86-87-88-89-90] - Alors que les autres chevaliers se préparent à partir, le destin rapproche Lancelot et Guinevere, qui possède un pouvoir singulier.                                                  |                          |                |                                                     |                       |
| 4 (28) | LA CONFRONTATION         | 対峙           | Taiji (Confrontation)                               | 3 novembre 2024       |
| [Chapitres 90-91-92-93] - Guinevere arrive à Camelot comme elle l'avait prévu et rencontre le roi Arthur. Pendant ce temps, les Quatre Chevaliers font leur premier arrêt à Wolnack.                              |                          |                |                                                     |                       |
| 5 (29) | VILLE DE BATAILLE        | バトルシティ   | Batoru Shiti (Bataille dans la ville murée)         | 10 novembre 2024      |
| [Chapitres 94-95-96-97] - Alors que Perceval et les autres profitent du festival, Tristan disparaît avec sa nouvelle colocataire. Inconscient du danger qui rôde, le groupe se sépare pour partir à sa recherche. |                          |                |                                                     |                       |
| 6 (30) | LES FLAMMES DU SOUVENIR  | 追想の炎       | Tsuisō no Honō (La flamme du souvenir)              | 17 novembre 2024      |
| [Chapitres 98-99-100-101] - Après avoir capturé son ennemie, le groupe de Perceval est en désaccord sur la suite des opérations. De leur côté, Isolde, Anne et Jade subissent une attaque surprise mortelle.      |                          |                |                                                     |                       |
| 7 (31) | LE ROI FOU               | 狂王           | Kyō-ō (Le roi fou)                                  | 24 novembre 2024      |
| [Chapitres 101-102-103] - En deuil après une tragédie, les Quatre Cavaliers tentent d'entrer à Camelot avec l'aide de Teaninich, mais doivent rapidement changer de stratégie.                                    |                          |                |                                                     |                       |
| 8 (32) | LE SAUVEUR               | 救い主様       | Sukuinushi-sama (Sauveur)                           | 1er décembre 2024     |
| [Chapitres 104-105-106] - Arrivés au royaume des démons, les Quatre Chevaliers et leurs compagnons découvrent le passé mystérieux de Perceval et vivent des retrouvailles émouvantes.                             |                          |                |                                                     |                       |
| 9 (33) | UNE ENORME CATASTROPHE   | 災いのベヒモス | Wazawai no Behimosu (Calamité Béhémoth)             | 8 décembre 2024       |
| [Chapitres 107-108-109] - Pendant que Gawain affronte le groupe de Mortlach, les autres Chevaliers prennent conscience du péril à venir : la porte de Camelot repose sur une créature monstrueuse.                |                          |                |                                                     |                       |
| 10 (34) | LES COEURS VACILLANTS    | 揺れるココロ   | Yureru Kokoro (Cœur battant)                        | 15 décembre 2024      |
| [Chapitres 110-111-112] - En vue de leur prochaine aventure, Lancelot soumet Perceval à un entraînement intensif au maniement de l'épée. En parallèle, Schwarz provoque Tristan en duel.                          |                          |                |                                                     |                       |
| 11 (35) | L'ENFANT DU DESTIN       | 宿命の少年     | Shukumei no Shōnen (Garçon destiné)                 | 22 décembre 2024      |
| [Chapitres 113-114-115-116-117] - Après avoir libéré une nouvelle forme de son pouvoir, Perceval poursuit son entraînement avec Lancelot. Plus tard, des voyageurs mettent en péril la quête du Béhémoth.         |                          |                |                                                     |                       |
| 12 (36) | LE BANQUET DES BRAVES    | 強者たちの宴   | Tsuwamono-tachi no Utage (Le banquet des puissants) | 29 décembre 2024      |
| [Chapitres 117-118-119-120] - En pleine transe, Perceval découvre la triste vérité à propos de son existence. Plus tard, les deux factions s'affrontent au cours d'un intense face-à-face.                        |                          |                |                                                     |                       |

### Génériques
| Générique | Épisodes | Début     | Début               | Fin             | Fin        |
| Générique | Épisodes | Titre     | Artiste             | Titre           | Artiste    |
| --------- | -------- | --------- | ------------------- | --------------- | ---------- |
| 1         | 1 – 11   | UP TO ME! | Little Glee Monster | Friends Are For | MOONCHILD  |
| 2         | 12 – 24  | Your Key  | JO1                 | Mikansei        | zaninosuke |
| 3         | 25 – 36  | MMH       | UVERworld           | Akairo          | Hana Hope  |